# 聖霊会の舞楽
聖霊会の舞楽（しょうりょうえのぶがく）は、大阪府大阪市天王寺区の四天王寺に伝わる伝統芸能、重要無形民俗文化財、四天王寺聖霊会の舞楽。
聖徳太子の創建による四天王寺で、毎年4月22日（聖徳太子の命日：本来は旧暦の2月22日）に催される聖霊会に際し、平安時代には都の貴族の四天王寺詣の楽しみのひとつでもあり、江戸時代は三方楽所天王寺方としての伝統を持つ天王寺舞楽を受け継ぎ、天皇が東京に去った後は1884年（明治17年）に結成された、天王寺楽所雅亮会によって上演される。
舞楽とは舞を伴った雅楽で、中国・インドからの音楽様式に基づく左舞と、朝鮮半島やシベリア系の右舞とがあり、朝鮮半島伝来の舞『蘇利古』や平安文学に登場する極楽鳥を模して舞う童舞『迦陵頻』など、10数曲が披露される。独特の仮面を付け色あざやかな装束を身にまとい、「亀の池」中央の日本三舞台の一つである石舞台で、大陸の薫りゆたかに執り行われる千数百年の歴史を誇る古式ゆかしい楽舞には、古代芸能のパワーと魅力がみちあふれている。
なお、四天王寺と同様聖徳太子ゆかりの寺である法隆寺でも、10年に一度大法要である聖霊会が催され舞楽が披露される。